# نهلة رمضان
نهلة رمضان، من مواليد الإسكندرية 18 أغسطس 1987م. بطلة مصر في رفع الأثقال. تم شطبها من الاتحاد المصري لرفع الأثقال قبل أولمبياد بكين ولكن مؤخرا تم إعادة قيدها بالإتحاد مره أخرى لتلعب باسم مصر في منافسات رفع الأثقال وحصلت علي المركز الخامس في أولمبياد لندن 2012 رغم كسر الركبة التي تعاني منه وهي من اصول سكندريه عريقه وهي من عائلة كرموس التي سمي الحي بإسمها وهي لاعبه تحصل علي ميدالية ذهبية في بطولة العالم للسيدات في فانكوفر بكندا وهي أول ميدالية ذهبية لمصر منذ خمسينيات القرن الماضي.

## روابط خارجية
- نهلة رمضان على موقع أوليمبيديا (الإنجليزية)